# Burramyidae
I Burramidi (Burramyidae Broom, 1898) sono una famiglia di marsupiali dell'ordine dei Diprotodonti. Comprende cinque specie di opossum, note collettivamente come opossum pigmei, suddivise in due generi: quattro di esse sono endemiche dell'Australia, mentre una (Cercartetus caudatus) è diffusa anche in Nuova Guinea.

## Descrizione
Gli opossum pigmei hanno una lunghezza testa-corpo di 5–12 cm e pesano 10-50 g. Sono animali notturni e onnivori, che si nutrono di invertebrati, frutta, semi, nettare e polline. Sono eccellenti arrampicatori e sono aiutati in questo dalla loro coda prensile. Nonostante non siano in grado di planare come altre specie di opossum, alcune specie possono compiere grandi distanze saltando.

## Biologia
Gli opossum pigmei del genere Cercartetus si sono evoluti nelle brughiere sclerofille australiane, nelle aree cespugliate e nelle foreste di eucalipti. Si ritiene che la maggior parte delle specie raccolga il polline abbondante presente sui fiori, e occasionalmente anche gli insetti, come fonte di proteine. La piccola dimensione e l'abbondante azoto nella dieta permettono dimensioni di cucciolata fuori dal comune (4-6) e rapidi tassi di crescita e di sviluppo, simili a quelli dei marsupiali carnivori (famiglia Dasiuridi).
Superficialmente, il raro e poco studiato opossum pigmeo di montagna (Burramys parvus), è molto simile. Questo animale passa fino a sei mesi di attività sotto una coltre di neve delle brughiere di alta quota nella catena delle Snowy Mountains. Questa specie arrampicatrice, che si foraggia al suolo e sugli alberi, ha una singolare dieta costituita da semi, frutti carnosi, polline, alcuni insetti e altri invertebrati. Il notevole premolare è adattato per sbucciare e frantumare i semi. I semi in eccesso possono essere immagazzinati per i periodi di carestia invernali.

## Classificazione
La famiglia dei Burramidi comprende cinque specie, suddivise in due generi:
- Genere Burramys Broom, 1896
  - Burramys parvus Broom, 1896 - opossum pigmeo di montagna.
- Genere Cercartetus Gloger, 1841
  - Cercartetus caudatus (Milne-Edwards, 1877) - opossum pigmeo dalla coda lunga;
  - Cercartetus concinnus (Gould, 1845) - opossum pigmeo sud-occidentale;
  - Cercartetus lepidus (Thomas, 1888) - opossum pigmeo della Tasmania;
  - Cercartetus nanus (Desmarest, 1818) - opossum pigmeo orientale.

Conservation International (CI) e l'Istituto delle Scienze Indonesiano (LIPI) hanno riportato la possibile scoperta di una nuova specie di Cercartetus durante una spedizione sulle montagne Foja, nel giugno 2007.